# Callirhipis rufescens
Callirhipis rufescens is een keversoort uit de familie Callirhipidae. De wetenschappelijke naam van de soort is voor het eerst geldig gepubliceerd in 1925 door Pic.